# Abertzaleen Batasuna
Abertzaleen Batasuna (AB) és el principal partit polític nacionalista basc del País Basc del Nord fundat el 1988. El seu objectiu estratègic és el reconeixement del País Basc al si d'una Europa fonamentada sobre una federació de pobles i no pas Estats-Nacions. D'antuvi i sense deixar de banda el seu principal objectiu estratègic, ha treballat per a obtenir un primer reconeixement institucional d'Iparralde, com la creació d'un Departament Basc, a les zones basques dels Pirineus Atlàntics.
Es tracta d'un partit d'esquerra que pesa un 10% del vot a Iparralde i que ha aconseguit obtenir un nombre significatiu de regidors a municipis d'Iparralde entre els quals Biarritz. Compta a més amb un tinent d'alcalde a Biàrritz, Jakes Abeberry, elegits a la Mancomunitat d'aglomeració Baiona-Anglet-Biàrritz, un conseller general (diputat provincial) Jean Michel Galant i algunes alcaldies entre les quals la d'Hiriburu. Ha estat acusat de ser ambigu en la condemna a la violència d'ETA i Iparretarrak, contràriament al PNB o Eusko Alkartasuna. La seva posició és "no-condemna i no-suport", però han fet una petició de treva a ETA (que es va fer efectiva el 22 de març de 2006).
Un terç dels seus membres, partidaris d'un lligam més fort amb la resta del País Basc se'n separà el 2001 per a formar la branca nord de Batasuna.
Des del 2007 és un dels membres integrants de la coalició Euskal Herria Bai.
El diari d'opinió més proper és Enbata.